# 高橋亮人
高橋 亮人（たかはし あきと、1940年12月23日 - ）は、日本の工学者、工学博士。大阪大学名誉教授。専門は核融合中性子工学・核反応。

## 人物
岡山県出身。1963年大阪大学電気工学科卒業、1965年大阪大学大学院原子核工学専攻修了。1965年から2004年まで大阪大学原子力工学科にて助手・助教授・教授を勤め、2004年定年退官。日本原子力学会特賞、同フェロー。タイ、チェンマイ大学名誉理学博士。2004年より国際常温核融合学会理事。株式会社テクノバ理事。

## 略歴[3]
- 1963年 大阪大学工学部電気工学科卒業
- 1965年 大阪大学 工学研究科 原子核工学科終了
- 1965年-1978年 大阪大学　工学部　助手
- 1978年-1991年 大阪大学　工学部　助教授
- 1991年-2001年 大阪大学　工学部　工学研究科　教授
- 1978年-1979年 カールスルーエ原子核研究センター(ドイツ)　研究員
- 1995年-1996年 日本原子力学会　企画委員、理事、企画委員長
- 1998年-2003年 日本CF（常温核融合）研究会  会長
- 2004年- 国際常温核融合学会理事

## 受賞歴[3]
- 1985年　日本原子力学会賞特賞
- 1995年　国際常温核融合学会賞（トリュフ賞）
- 2001年　岡田科学技術賞

## 著書[3]
- 『常温核融合2008 凝集核融合のメカニズム』（工学社、2008年） ISBN 978-4-7775-1361-1
- 『常温核融合2006―凝集系科学への展開』（工学社、2006年）ISBN 978-4-7775-1208-9
- 『固体内核反応研究No.1』（共著）（工学社、1999年） ISBN 978-4875932291

## 所属学協会[3]
- 日本原子力学会
- 国際常温核融合学会
- 日本物理学会
- プラズマ・核融合学会
- アメリカ原子力学会
- 日本CF研究会